# Paratorchus tardus
Paratorchus tardus – gatunek chrząszczy z rodziny kusakowatych i podrodziny Osoriinae.
Gatunek ten opisany został w 1982 roku przez H. Pauline McColl jako Paratrochus tardus. W 1984 roku ta sama autorka zmieniła nazwę rodzaju na Paratorchus, w związku z wcześniejszym użyciem poprzedniej nazwy dla rodzaju mięczaków.
Chrząszcz o walcowatym ciele długości od 2,3 do 3,4 mm, barwy żółtawobrązowej. Wierzch ciała ma delikatnie punktowany oraz owłosiony. Długość szczecinek jest nie mniejsza niż odległości między nimi. Prawie okrągłe oczy złożone budują 3 lekko wypukłe omatidia. Przedplecze ma od 0,4 do 0,5 mm długości. Pokrywy charakteryzują prawie proste kąty ramieniowe. Odwłok ma dziewiąty tergit niezbyt silnie wydłużony ku tyłowi w dwa krótkie, tępe wyrostki tylne. U samca ósmy sternit odwłoka pozbawiony ma pośrodku płytkie wgłębienie, a narząd kopulacyjny ma krótki, szeroki wyrostek boczny, krótszy od prostej części rurkowatej. Samicę cechuje owalna spermateka o wymiarach 0,15 × 0,067 mm.
Owad endemiczny dla Nowej Zelandii, znany z regionu Marlborough w południowej części Wyspy Północnej. Spotykany jest w ściółce, próchnicy i wśród mchów, w lasach liściastych, na wysokości od 10 do 610 m n.p.m.